# Chionaema adelina
Chionaema adelina är en fjärilsart som beskrevs av Otto Staudinger 1887. Chionaema adelina ingår i släktet Chionaema och familjen björnspinnare. Inga underarter finns listade i Catalogue of Life.